# Paranicsara biserrata
Paranicsara biserrata är en insektsart som beskrevs av Sigfrid Ingrisch 1998. Paranicsara biserrata ingår i släktet Paranicsara och familjen vårtbitare. Inga underarter finns listade i Catalogue of Life.